# Pająki Albanii
Pająki Albanii, araneofauna Albanii – ogół taksonów pajęczaków z rzędu pająków, których występowanie stwierdzono na terytorium Albanii.
Do 2024 roku na terenie Albanii stwierdzono 580 gatunków pająków z 43 rodzin.

## Infrarząd:ptaszniki(Mygalomorphae)

### Gryzielowate(Atypidae)
Z Albanii wykazano:
- Atypus affinis – gryziel zachodni

### Nemesiidae
Z Albanii wykazano:
- Brachythele media
- Nemesia pannonica

## Infrarząd:pająki wyższe(Araneomorphae)

### Aksamitnikowate(Clubionidae)
Z Albanii wykazano:
- Clubiona brevipes
- Clubiona caerulescens
- Clubiona comta – aksamitnik jodełkowany
- Clubiona corticalis – aksamitnik korowy
- Clubiona diversa
- Clubiona marmorata
- Clubiona reclusa – aksamitnik pustelnik
- Clubiona terrestris – aksamitnik podkorowy
- Porrhoclubiona genevensis
- Porrhoclubiona leucaspis

### Cicurinidae
Z Albanii wykazano:
- Cicurina cicur

### Ciemieńcowate(Dictynidae)
Z Albanii wykazano:
- Argenna patula
- Brigittea civica
- Brigittea latens
- Dictyna arundinacea – ciemieniec zwyczajny
- Lathys humilis
- Marilynia bicolor
- Nigma flavescens – liściak purpurowy
- Nigma puella

### Czyhakowate(Segestriidae)
Z Albanii wykazano:
- Segestria bavarica
- Segestria senoculata – czyhak sześciooki

### Darownikowate(Pisauridae)
Z Albanii wykazano:
- Pisaura mirabilis – darownik przedziwny

### Filistatidae
Z Albanii wykazano:
- Filistata insidiatrix

### Hahniidae
Z Albanii wykazano:
- Hahnia nava
- Iberina candida

### Koliściakowate(Uloboridae)
Z Albanii wykazano:
- Uloborus walckenaerius – koliściak włochaty

### Komórczakowate(Dysderidae)
Z Albanii wykazano:
- Dasumia chyzeri
- Dasumia laevigata
- Dysdera andreinii
- Dysdera bellimundi
- Dysdera cephalonica
- Dysdera corfuensis
- Dysdera crocata  –  komórczak okazały
- Dysdera dubrovninnii
- Dysdera enguriensis
- Dysdera granulata
- Dysdera longirostris
- Dysdera murphyorum
- Dysdera pandazisi
- Dysdera pectinata
- Dysdera punctata
- Dysderocrates storkani
- Harpactea albanica
- Harpactea doblikae
- Harpactea kulczynskii
- Harpactea lepida
- Harpactea nausicaae
- Harpactea saeva
- Harpactea srednagora

### Krzyżakowate(Araneidae)
Z Albanii wykazano:

- Aculepeira armida – kołyśnik wzorzysty
- Aculepeira ceropegia – kołyśnik wielobarwny
- Agalenatea redii – krzyżaczek ugorowy
- Araneus alsine – krzyżak pomarańczowy
- Araneus angulatus – krzyżak rogaty
- Araneus circe
- Araneus diadematus – krzyżak ogrodowy
- Araneus grossus
- Araneus quadratus – krzyżak łąkowy
- Araneus sturmi – krzyżak sieciowy
- Araneus triguttatus – krzyżak czarowny
- Araniella alpica
- Araniella cucurbitina – nalistnik zielony
- Araniella inconspicua
- Araniella opisthographa
- Araniella proxima
- Argiope bruennichi – tygrzyk paskowany
- Argiope lobata – tygrzyk płatowiec
- Cyclosa conica – kołosz stożkowaty
- Cyclosa insulana
- Cyclosa oculata – kołosz guzkowaty
- Cyclosa sierrae
- Cyrtophora citricola
- Gibbaranea bituberculata
- Gibbaranea gibbosa
- Glyptogona sextuberculata
- Hypsosinga albovittata
- Hypsosinga heri
- Hypsosinga pygmaea
- Hypsosinga sanguinea
- Larinioides cornutus – krzyżak nadwodny
- Larinioides ixobolus – krzyżak mostowy
- Larinioides sclopetarius – krzyżak gromadny
- Larinioides suspicax – krzyżak trzcinniczek
- Leviellus stroemi
- Leviellus thorelli
- Mangora acalypha
- Neoscona adianta – potul kłosowiec
- Neoscona byzanthina
- Neoscona subfusca
- Nuctenea umbratica – kołosz szczelinowy
- Singa lucina
- Singa nitidula
- Zilla diodia
- Zygiella atrica
- Zygiella x-notata

### Kwadratnikowate(Tetragnathidae)
Z Albanii wykazano:
- Meta bourneti
- Meta menardi – sieciarz jaskiniowy
- Metellina mengei – czaik wiosenny
- Metellina merianae – czaik jaskiniowy
- Metellina segmentata – czaik jesienny
- Pachygnatha clerckoides
- Pachygnatha degeeri
- Tetragnatha extensa – kwadratnik trzcinowy
- Tetragnatha flava
- Tetragnatha montana – kwadratnik długonogi
- Tetragnatha nigrita – kwadratnik ciemny
- Tetragnatha nitens
- Tetragnatha obtusa – kwadratnik pałąkowaty

### Lejkowcowate(Agelenidae)
Z Albanii wykazano:
- Agelena labyrinthica – lejkowiec labiryntowy
- Agelescape livida
- Allagelena gracilens
- Histopona kurkai
- Histopona laeta
- Histopona luxurians
- Histopona myops
- Histopona torpida
- Histopona vignai
- Inermocoelotes falciger
- Inermocoelotes karlinskii
- Inermocoelotes microlepidus
- Inermocoelotes xinpingwangi
- Maimuna vestita
- Tegenaria bosnica
- Tegenaria campestris – kątnik polny
- Tegenaria dalmatica
- Tegenaria domestica – kątnik domowy (kątnik domowy mniejszy)
- Tegenaria hasperi
- Tegenaria parietina – kątnik ścienny
- Textrix denticulata

### Leptonetidae
Z Albanii wykazano:
- Sulcia cretica lindbergi

### Lenikowate(Zodariidae)
Z Albanii wykazano:
- Zodarion aculeatum
- Zodarion elegans
- Zodarion frenatum
- Zodarion graecum
- Zodarion morosum
- Zodarion musarum
- Zodarion ohridense

### Motaczowate(Anyphaenidae)
Z Albanii wykazano:
- Anyphaena sabina

### Nasosznikowate(Pholcidae)
Z Albanii wykazano:
- Holocnemus pluchei
- Hoplopholcus forskali
- Pholcus opilionoides – nasosznik drobny
- Pholcus phalangioides – nasosznik trzęś
- Stygopholcus montenegrinus
- Stygopholcus photophilus

### Naśladownikowate(Mimetidae)
Z Albanii wykazano:
- Ero tuberculata
- Mimetus laevigatus

### Obniżowate(Liocranidae)
Z Albanii wykazano:
- Agraecina lineata
- Agroeca cuprea
- Liocranoeca vjosensis
- Liocranum rupicola
- Mesiotelus deltshevi
- Mesiotelus tenuissimus
- Sagana rutilans

### Oecobiidae
Z Albanii wykazano:
- Oecobius maculatus
- Uroctea durandi

### Omatnikowate(Theridiidae)
Z Albanii wykazano:

- Anelosimus vittatus
- Argyrodes argyrodes – podkradacz pospolity
- Asagena phalerata
- Crustulina guttata – darniowiec plamiak
- Crustulina scabripes
- Crustulina sticta
- Cryptachaea blattea
- Dipoena braccata
- Dipoena melanogaster
- Dipoena nigroreticulata
- Enoplognatha afrodite
- Enoplognatha gemina
- Enoplognatha latimana
- Enoplognatha mandibularis
- Enoplognatha ovata – zawijak żółtawy
- Enoplognatha penelope
- Enoplognatha quadripunctata
- Enoplognatha thoracica – zawijak osnuwikowaty
- Episinus maculipes
- Episinus truncatus
- Euryopis episinoides
- Euryopis flavomaculata
- Heterotheridion nigrovariegatum
- Kochiura aulica
- Lasaeola convexa
- Lasaeola prona
- Latrodectus tredecimguttatus
- Neottiura herbigrada
- Paidiscura pallens – podlistnik blady
- Parasteatoda lunata
- Pholcomma gibbum
- Phylloneta impressa – omatnik kulisty
- Phylloneta sisyphia – omatnik łąkowy
- Platnickina nigropunctata
- Platnickina tincta
- Robertus arundineti
- Robertus frivaldszkyi
- Robertus mediterraneus
- Simitidion simile
- Steatoda albomaculata – zyzuś plamisty
- Steatoda bipunctata – zyzuś tłuścioch
- Steatoda paykulliana
- Steatoda triangulosa
- Theridion adrianopoli
- Theridion betteni
- Theridion cinereum
- Theridion glaucinum
- Theridion melanurum
- Theridion mystaceum – omatnik wnękowiec
- Theridion varians – omatnik zmienny

### Oonopidae
Z Albanii wykazano:
- Oonops domesticus
- Silhouettella loricatula

### Osnuwikowate(Linyphiidae)
Z Albanii wykazano:

- Agnyphantes expunctus
- Agyneta affinis
- Agyneta rurestris
- Agyneta saxatilis
- Araeoncus humilis
- Asthenargus bracianus
- Bolyphantes luteolus
- Centromerus acutidentatus
- Centromerus cavernarum
- Ceratinella brevis
- Ceratinella major
- Dicymbium tibiale
- Diplocephalus cristatus
- Diplocephalus picinus
- Diplostyla concolor
- Drapetisca socialis
- Entelecara acuminata
- Erigone dentipalpis
- Erigone remota
- Erigonoplus jarmilae
- Erigonoplus simplex
- Erigonoplus spinifemuralis
- Floronia bucculenta
- Frontinellina frutetorum
- Gnathonarium dentatum
- Gonatium hilare
- Heterotrichoncus pusillus
- Improphantes improbulus
- Janetschekia monodon
- Lepthyphantes leprosus
- Lepthyphantes magnesiae
- Lepthyphantes minutus
- Lepthyphantes nodifer
- Linyphia hortensis – osnuwik zaroślowy
- Linyphia mimonti
- Linyphia triangularis – osnuwik pospolity
- Mansuphantes mansuetus
- Mecopisthes silus
- Micrargus herbigradus
- Microlinyphia pusilla – osnuwik łąkowy
- Microneta viaria
- Nematogmus sanguinolentus
- Neriene clathrata – snówek brązowy
- Neriene furtiva
- Neriene peltata – snówek świerkowiec
- Neriene radiata – snówek okrajkowy
- Oedothorax agrestis
- Oedothorax apicatus
- Oedothorax fuscus
- Oedothorax paludigena
- Palliduphantes pillichi
- Palliduphantes trnovensis
- Pelecopsis elongata – perygłowik naśnieżny
- Piniphantes pinicola
- Pityohyphantes phrygianus
- Pocadicnemis juncea
- Porrhomma convexum
- Prinerigone vagans
- Sauron rayi
- Scutpelecopsis krausi
- Silometopus reussi
- Sintula retroversus
- Sintula spiniger
- Stemonyphantes lineatus
- Styloctetor romanus
- Tallusia vindobonensis
- Tapinocyba mitis
- Tapinocyba pallens
- Tenuiphantes flavipes
- Tenuiphantes floriana
- Tenuiphantes herbicola
- Tenuiphantes tenebricola
- Tenuiphantes tenuis
- Trichoncoides piscator
- Trichoncus affinis
- Trichoncus sordidus
- Troglohyphantes draconis
- Troglohyphantes pretneri
- Walckenaeria abantensis
- Walckenaeria monoceros

### Palpimanidae
Z Albanii wykazano:
- Palpimanus gibbulus
- Palpimanus orientalis

### Phrurolithidae
Z Albanii wykazano:
- Phrurolithus festivus
- Phrurolithus nigrinus
- Phrurolithus pullatus
- Phrurolithus szilyi

### Podkamieniakowate(Titanoecidae)
Z Albanii wykazano:
- Nurscia albomaculata
- Titanoeca flavicoma
- Titanoeca quadriguttata – podkamieniak czteroplamkowy
- Titanoeca spominima
- Titanoeca tristis
- Titanoeca turkmenia
- Titanoeca veteranica

### Pogońcowate(Lycosidae)
Z Albanii wykazano:

- Alopecosa aculeata – wilkosz pręgowiec
- Alopecosa albofasciata
- Alopecosa cursor
- Alopecosa fabrilis – wilkosz wydmowiec
- Alopecosa farinosa
- Alopecosa pentheri
- Alopecosa pulverulenta – wilkosz włóczykij
- Alopecosa solitaria
- Alopecosa sulzeri
- Alopecosa taeniata
- Alopecosa trabalis – wilkosz lancetnik
- Arctosa cinerea – wymyk szarawy
- Arctosa leopardus – wymyk lamparci
- Arctosa maculata – wymyk kamiennik
- Arctosa perita – wymyk piaskowy
- Arctosa stigmosa
- Arctosa variana
- Aulonia albimana – aulonia sieciarka
- Geolycosa vultuosa
- Hogna radiata
- Lycosa praegrandis
  - Lycosa praegrandis discoloriventer
  - Lycosa praegrandis praegrandis
- Pardosa agrestis
- Pardosa agricola
- Pardosa alacris
- Pardosa albatula
- Pardosa mentata
- Pardosa atomaria
- Pardosa bifasciata
- Pardosa blanda
- Pardosa cavannae
- Pardosa consimilis
- Pardosa cribrata
- Pardosa hortensis
- Pardosa lugubris – wałęsak leśny
- Pardosa mixta
- Pardosa monticola
- Pardosa morosa
- Pardosa prativaga – wałęsak tygrysi
- Pardosa proxima
- Pardosa pullata
- Pardosa tasevi
- Pardosa tatarica
- Pardosa vittata
- Pardosa wagleri
- Pirata piraticus – korsarz piratnik
- Pirata tenuitarsis
- Piratula knorri – korsarz potokowiec
- Piratula latitans – korsarz malutki
- Trabea paradoxa
- Trochosa hispanica
- Trochosa robusta – krzeczek smużnik
- Trochosa ruricola – krzeczek polny
- Trochosa terricola – krzeczek naziemnik
- Xerolycosa miniata – pogoniec łowczak
- Xerolycosa nemoralis – pogoniec lesiec

### Poskoczowate(Eresidae)
Z Albanii wykazano:
- Eresus kollari – poskocz krasny
- Eresus moravicus
- Eresus walckenaeri

### Rozsnuwaczowate(Scytodidae)
Z Albanii wykazano:
- Scytodes thoracica – rozsnuwacz plujący

### Sicariidae
Z Albanii wykazano:
- Loxosceles rufescens

### Sidliszowate(Amaurobiidae)
Z Albanii wykazano:
- Amaurobius erberi
- Amaurobius kratochvili
- Amaurobius phaeacus
- Callobius claustrarius

### Skakunowate(Salticidae)
Z Albanii wykazano:

- Aelurillus v-insignitus – dryguś zmienny
- Asianellus festivus – naskocz okularowy
- Attulus atricapillus
- Attulus distinguendus – skoczek wydmowy
- Attulus penicillatus – skoczek plamisty
- Attulus pubescens – skoczek skromny
- Attulus rupicola – skoczek reglik
- Attulus saltator – skoczek lilipuci
- Ballus chalybeius – mocarek bury
- Ballus rufipes
- Bianor albobimaculatus
- Carrhotus xanthogramma
- Chalcoscirtus infimus
- Cyrba algerina
- Euophrys frontalis – drobnik plamowłosy
- Euophrys herbigrada
- Euophrys rufibarbis
- Evarcha arcuata – pyrgun nazielny
- Evarcha falcata – pyrgun nakrzewny
- Evarcha jucunda
- Evarcha laetabunda – pyrgun natrawny
- Habrocestum papilionaceum
- Heliophanus auratus – lśniś złocisty
- Heliophanus cupreus
- Heliophanus dubius – lśniś nadrewniak
- Heliophanus equester
- Heliophanus flavipes
- Heliophanus kochii
- Heliophanus lineiventris
- Heliophanus melinus
- Heliophanus patagiatus
- Heliophanus simplex
- Heliophanus tribulosus
- Icius hamatus – smakosz gracjan
- Macaroeris flavicomis
- Macaroeris nidicolens – sokolik uszaty
- Marpissa muscosa – rozciągnik mchuś
- Marpissa nivoyi
- Marpissa pomatia – rozciągnik pomarańczowy
- Mendoza canestrinii
- Menemerus semilimbatus
- Neaetha absheronica
- Neaetha membrosa
- Neon levis
- Neon rayi
- Pellenes arciger
- Pellenes nigrociliatus – krzyżnik czarnowłosy
- Pellenes tripunctatus – krzyżnik tanecznik
- Philaeus chrysops – strojniś nadobny
- Phlegra bresnieri
- Phlegra fasciata – sekutnica pasiasta
- Phlegra lineata
- Pseudeuophrys erratica – drobnik krętowłosy
- Pseudeuophrys obsoleta
- Pseudicius kulczynskii
- Pseudicius picaceus
- Saitis graecus
- Salticus propinquus
- Salticus scenicus – skakun arlekinowy
- Salticus unciger
- Salticus zebraneus – skakun zebra

### Spachaczowate(Sparassidae)
Z Albanii wykazano:
- Micrommata ligurina
- Micrommata virescens
- Olios argelasius

### Ślizgunowate(Philodromidae)
Z Albanii wykazano:
- Philodromus albidus – ślizgun bladonogi
- Philodromus aureolus – ślizgun złocony
- Philodromus buchari
- Philodromus cespitum
- Philodromus dispar – ślizgun nieparek
- Philodromus emarginatus
- Philodromus fuscolimbatus
- Philodromus krausi
- Philodromus lividus
- Philodromus longipalpis
- Philodromus lunatus
- Philodromus pentheri
- Philodromus praedatus
- Philodromus rufus
- Pulchellodromus bistigma
- Pulchellodromus pulchellus
- Pulchellodromus ruficapillus
- Thanatus arenarius – śmiertek piaskowy
- Thanatus atratus
- Thanatus formicinus – śmiertek mrówczyn
- Thanatus sabulosus – śmiertek leśnostepowy
- Thanatus vulgaris
- Tibellus macellus
- Tibellus oblongus – podłużnik długonogi

### Śpiesznikowate(Oxyopidae)
Z Albanii wykazano:
- Oxyopes heterophthalmus
- Oxyopes lineatus

### Tkańcowate(Nesticidae)
Z Albanii wykazano:
- Kryptonesticus eremita
- Nesticus cellulanus

### Trachelidae
Z Albanii wykazano:
- Cetonana laticeps
- Metatrachelas rayi
- Trachelas minor

### Trawnikowcowate(Miturgidae)
Z Albanii wykazano:
- Zora manicata
- Zora nemoralis – trawnikowiec tropiciel
- Zora parallela
- Zora pardalis
- Zora spinimana – trawnikowiec pospolity

### Ukośnikowate(Thomisidae)
Z Albanii wykazano:

- Bassaniodes blagoevi
- Bassaniodes bufo
- Bassaniodes caperatus
- Bassaniodes cribratus
- Bassaniodes graecus
- Bassaniodes robustus – bokochód brzuchacz
- Cozyptila blackwalli – lilipsot skrytek
- Cozyptila nigristernum
- Diaea dorsata
- Diaea livens
- Ebrechtella tricuspidata
- Heriaeus hirtus
- Heriaeus simoni
- Misumena vatia – kwietnik biały
- Monaeses paradoxus
- Ozyptila atomaria
- Ozyptila balcanica
- Ozyptila confluens
- Ozyptila sanctuaria
- Ozyptila scabricula
- Ozyptila simplex
- Pistius truncatus – szpecik tępy
- Psammitis marmorata
- Psammitis ninnii
- Psammitis sabulosa
- Runcinia grammica
- Spiracme striatipes – bokochód niepasek
- Synema globosum
- Synema ornatum
- Synema plorator
- Thomisus onustus
- Tmarus piger
- Tmarus piochardi
- Xysticus acerbus
- Xysticus brevidentatus
- Xysticus cristatus – bokochód grzebieniasty
- Xysticus edax
- Xysticus gallicus
- Xysticus kempeleni
- Xysticus kochi – bokochód kroczeń
- Xysticus laetus
- Xysticus lanio – bokochód boczeń
- Xysticus macedonicus
- Xysticus thessalicus

### Worczakowate(Gnaphosidae)
Z Albanii wykazano:

- Anagraphis ochracea
- Aphantaulax cincta
- Aphantaulax trifasciata
- Berlandina cinerea – skalnicowiec popielaty
- Berlandina corcyraea
- Berlandina plumalis
- Callilepis nocturna – gładnik
- Callilepis schuszteri
- Civizelotes caucasius
- Civizelotes gracilis
- Civizelotes pygmaeus
- Drassodes cupreus
- Drassodes lapidosus – knap podkamiennik
- Drassodes lutescens
- Drassyllus lutetianus
- Drassyllus praeficus
- Drassyllus pusillus
- Drassyllus villicus
- Echemus angustifrons
- Gnaphosa bicolor – worczak zakamiennik
- Gnaphosa dolosa
- Gnaphosa lapponum
- Gnaphosa lucifuga – worczak zagnietek
- Gnaphosa opaca
- Gnaphosa rhenana
- Haplodrassus dalmatensis
- Haplodrassus signifer
- Haplodrassus silvestris
- Leptodrassus albidus
- Marinarozelotes adriaticus
- Marinarozelotes barbatus
- Marinarozelotes huberti
- Marinarozelotes lyonneti
- Marinarozelotes malkini
- Micaria albovittata
- Micaria coarctata
- Micaria fulgens – kraśniak lśniący
- Micaria pulicaria – kraśniak czarniawy
- Nomisia aussereri
- Nomisia excerpta
- Nomisia exornata
- Nomisia levyi
- Nomisia peloponnesiaca
- Nomisia recepta
- Scotophaeus blackwalli
- Scotophaeus scutulatus – pokaz rubinowy
- Trachyzelotes pedestris – napas rdzawostopy
- Zelotes apricorum
- Zelotes argoliensis
- Zelotes atrocaeruleus
- Zelotes balcanicus
- Zelotes cingarus
- Zelotes femellus
- Zelotes hermani
- Zelotes metellus
- Zelotes oblongus
- Zelotes segrex
- Zelotes similis
- Zelotes strandi
- Zelotes tenuis

### Zbrojnikowate(Cheiracanthiidae)
Z Albanii wykazano:
- Cheiracanthium elegans
- Cheiracanthium ienisteai
- Cheiracanthium mildei
- Cheiracanthium pelasgicum
- Cheiracanthium pennyi
- Cheiracanthium punctorium
- Cheiracanthium virescens

### Zoropsidae
Z Albanii wykazano:
- Zoropsis oertzeni
- Zoropsis spinimana